# مدير رياضي
المدير الرياضي أو المعروف عمومًا باسم المدير الفني ويُعرف في مصر باسم مدير الكرة هو شخصية إدارية عليا في نادٍ محترف لكرة القدم، ويختلف عن المدرب، حيث له صلاحيَّات أكثر. يُعتبر منصبًا حديثًا في عالم كرة القدم، مع ذلك ، بدأت الأندية المُحترفة في توظيف المدراء الرياضيين لاتخاذ القرارات الرئيسية في تعيين ونقل اللاعبين على مستوى مجلس الإدارة غالبًا بالتنسيق مع الرئيس التنفيذي ومالكي الأندية.
يتمثل دور المدير الرياضي في أن يكون له تأثير كبير على الاتجاه العام الذي يهدف إليه النادي من حيث تطوره وفلسفته. وعند إقالة المدرب، يُعين مجلس إدارة الفريق أو رئيسه المدير الفني كمدرب مؤقت إلى حين انتداب مدرّب آخر.

## الفرق بين مدير رياضي ومدرب

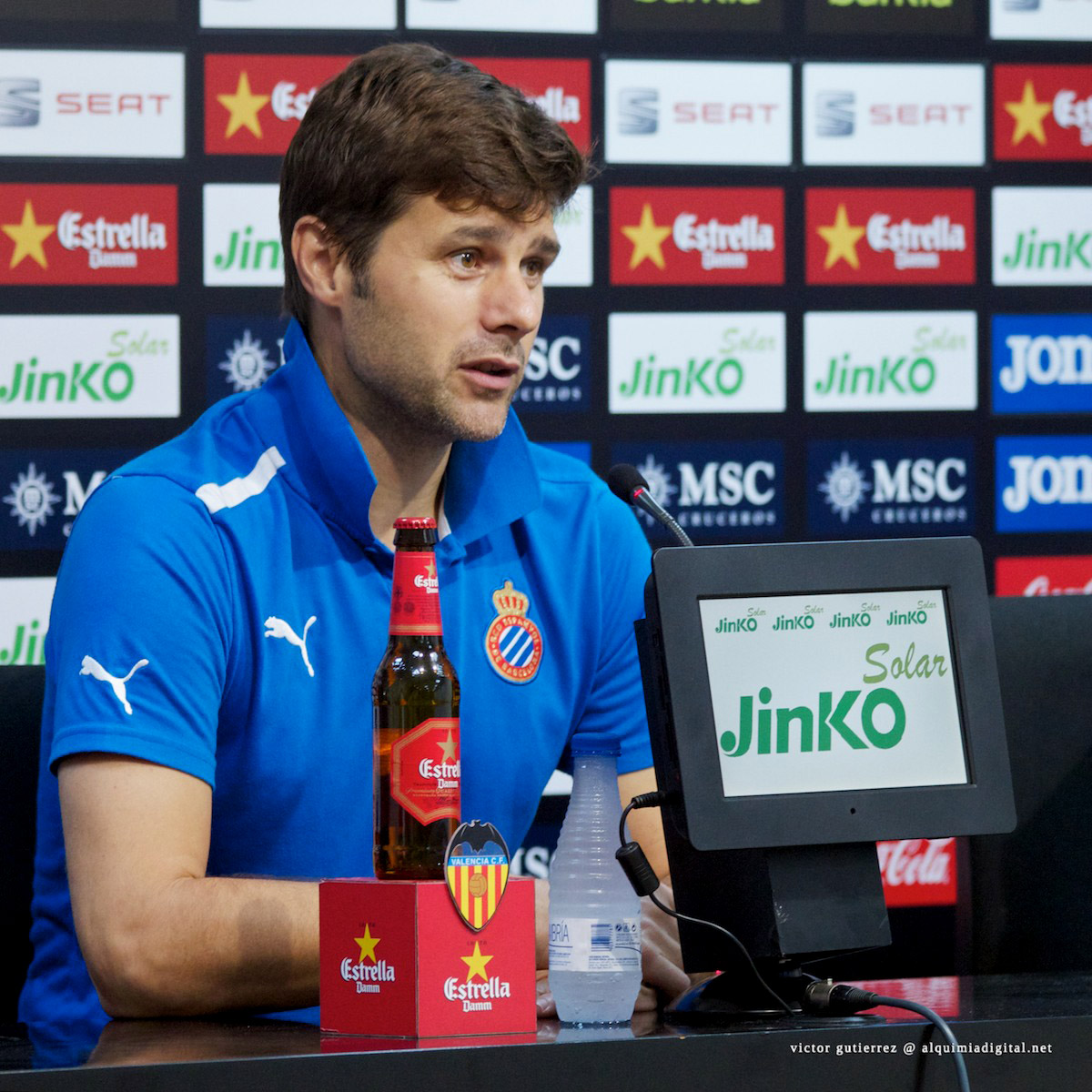
عمل ماوريسيو بوتشيتينو كمدير رياضي في نادي ساوثهامبتون ثم كمدرب لنادي توتنهام.

هناك العديد من الأمثلة على التوترات التي تنشأ بين المدرب والمدير الرياضي (المدير الفني)، غالبًا بسبب صلاحيات المنصبين؛ خاصة فيما يتعلق بالسيطرة على سياسة انتقال اللاعبين. مثال ذلك ما نُقِلَ عن تصريح الأرجنتيني ماوريسيو بوتشيتينو  مدرب توتنهام هوتسبير، الذي قال: «إذا كنت مديراً سوف تتخذ قرارات أكبر في النادي، وإذا كنت مدرباً فمسؤوليتك تتضمن اللعب بشكلٍ أفضل وتحسين مستوى الفريق». مضيفًا: «في ساوثهامتون كنت مديراً، بينما في توتنهام أنا مدرب رئيسي».
عندما أُقيل باولو دي كانيو من تدريب سندرلاند في عام 2013 بعد 13 مباراة فقط؛ صرح بقوله «روبرتو دي فانتي وفالنتينو أنجيلوني هما المسؤولان، لم أشتري اللاعبين الذين أريدهم». وهذا أكبر دليل على الفرق بينهما.

## الواجبات والمسؤوليات
- إدارة تجنيد ونقل اللاعبين من وإلى النادي.
- تطبيق فلسفة من خلال النادي نزولاً من مستوى الفريق الأول إلى مستوى الأكاديمية.
- تنفيذ إستراتيجية طويلة المدى وتحديد الأهداف.
- تحسين المرافق.
- اجتماعات منتظمة لمراجعة التكتيكات والنتائج مع طاقم تدريب الفريق الأول في النادي.
- تحديد لاعبي الفريق الأول الذين يمكن أن يؤثروا على النادي بناءً على فلسفته.
- العمل في الميزانية التي يتولاها الرئيس التنفيذي للنادي.
- للتنسيق مع أعضاء مجلس الإدارة ومدرب الفريق الأول.[2]